# Helen Clark
Helen Elizabeth Clark (26. veljače 1950.), 37. premijer Novog Zelanda, prva žena izabrana na taj položaj.
Rodila se kao najstarija od četiri kćeri u poljodjelskoj obitelji.Rodni grad joj je Hamilton, na sjeverozapadu Sjevernog otoka.
Majka Margaret bila je Irkinja, koja je radila kao učiteljica u osnovnoj školi, a otac George, bio je farmer.
Otac joj je podupro Nacionalnu stranku na izborima 1981. godine.
Od 1981. do danas zastupnica je u parlamentu Novog Zelanda, za Mt. Albert.
Završila je osnovnu školu, kasnije nastavivši obrazovanje u djevojačkoj gimnaziji Epson, te Sveučilištu u Aucklandu. Tamo je diplomirala politiku, i položila magisterij, ali doktorat nikad nije završila.
Članica je Laburističke stranke, s kojom je došla na vlast, te joj je ovo trenutno treći mandat zaredom.
Kao ljevičarska političarka, ima liberalne ideje. Zalaže se da Kina uđe u WTO, a bivši kineski predsjednik Jiang Zemin nazvao ju je "starom prijateljicom". Odbila je poslati vojnike u Irački rat, bez odobrenja UN-a.
Zagovara politiku zbog koje je žrtvovan sporazum o slobodnoj trgovini sa SAD-om.
Izjavila je da 11. rujna ne bi imao ovakve posljedice za Irak da je Al Gore predsjednik SAD-a. Kasnije se zbog te izjave ispričala.
Smanjila je nezaposlenost, stopu kriminala, ukinula kamate na studentske zajmove, a Novi Zeland je proglašen zonom bez nuklearnih pokusa.
Ipak, oko njene vlasti izbile su i mnoge kontroverze. Naime, njena politička stranka je bila optužena da je nezakonito potrošila parlamentarna sredstva. Ona je to priznala, ali je sav potrošeni novac za kampanju uredno vratila.
Njena povorka je jednom prilikom kažnjena za prebrzu vožnju, a ona je rekla da je radila na zadnjem sjedalu automobila, te da nije utjecala na brzinu.
Također je načelnik policije podnio ostavku kada ga je jedan tjednik optužio da je iskoristio svoj položaj i spriječio alkotest svoje supruge. List je tužen za klevetu.
Helen je također jednom prilikom nazvala jednog tipa ubojicom, on ju je tužio, a spor je riješen nagodbom izvan suda.
Udana je za Petera Davisa, šefa Odjela sociologije na Sveučilištu u Aucklandu.
Nema djece, a proglasila se agnostikom.